# Hodori
Hodori (en coreà: 호돌이) fou la mascota oficial dels Jocs Olímpics d'estiu realitzats a la ciutat de Seül (Corea del Sud) l'any 1988.
L'estilitzada mascota va ser dissenyada per Kim Hyun com un amistós tigre, representatiu de les amistoses i hospitalàries tradicions del poble coreà. El nom de la mascota fou escollit entre 2.295 suggeriments enviats pel públic. "Ho" deriva de la paraula coreana "horangi" (en coreà: 호랑이) que significa "tigre", i "dori" és un diminutiu coreà assignat als nens.
Al costat d'Hodori també es dissenyà la seva companya, "Hosuni", però rares vegades es va utilitzar.
"Hodori" és també el nom de l'Equip Nacional coreà de demostració de taekwondo, que també utilitza el tigre Hodori com al seu símbol.